# Sautron
Sautron is een gemeente in het Franse departement Loire-Atlantique (regio Pays de la Loire). De plaats maakt deel uit van het arrondissement Nantes. Sautron telde op 1 januari 2022 8.534 inwoners.

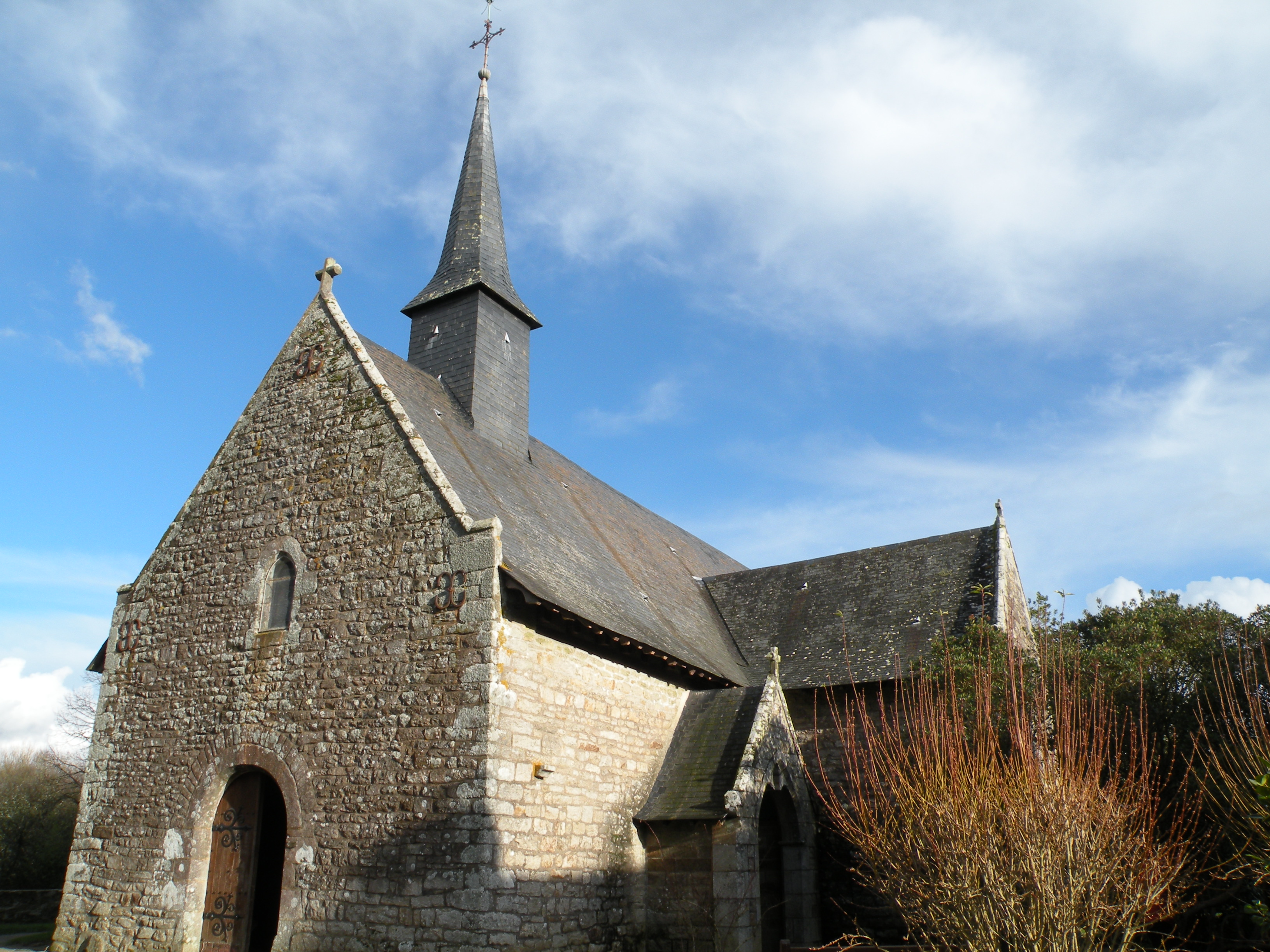
Kerk van Sautron
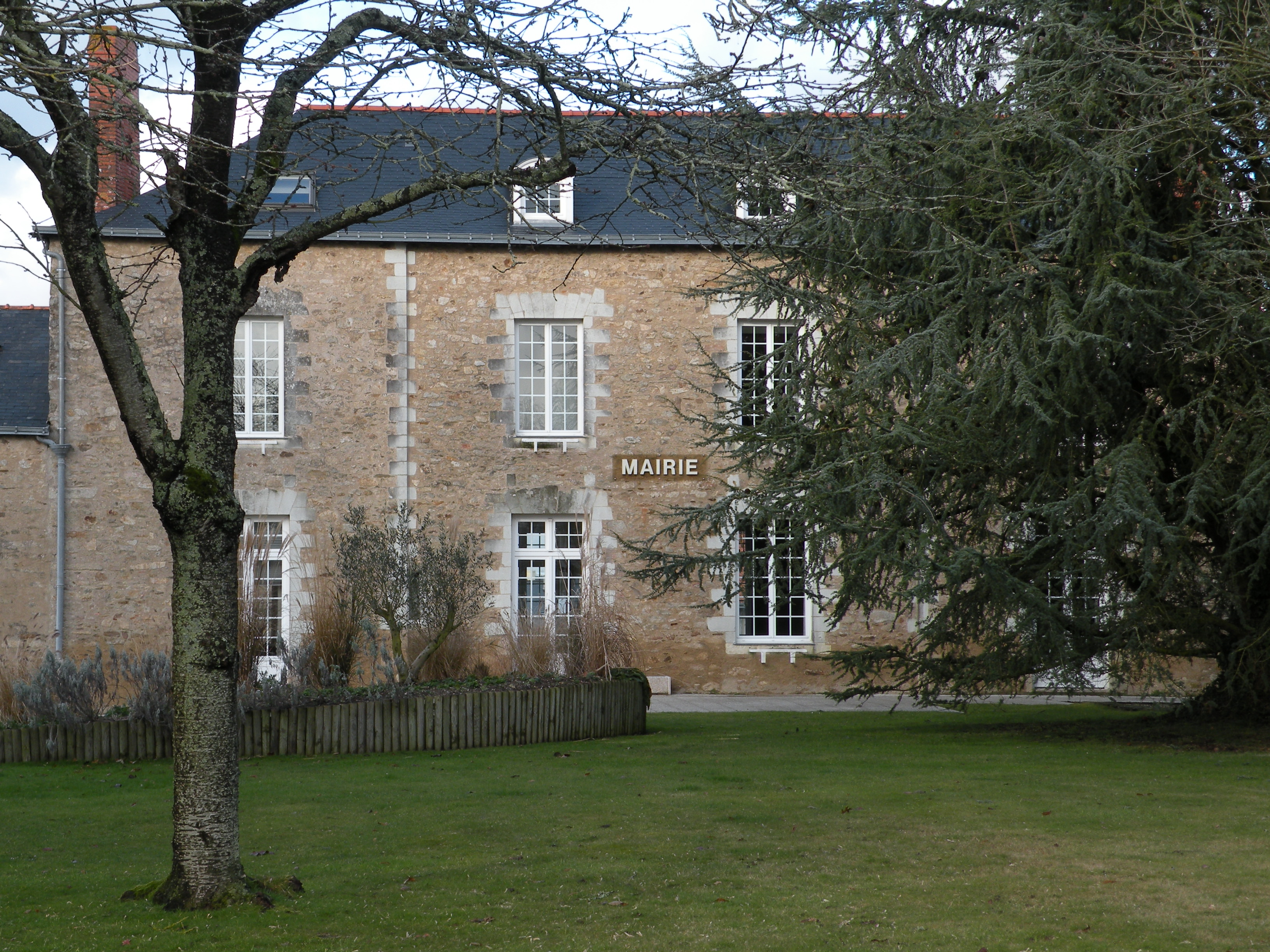
Gemeentehuis

## Geografie
De oppervlakte van Sautron bedroeg op 1 januari 2022 17,28 vierkante kilometer; de bevolkingsdichtheid was toen 493,9 inwoners per km².

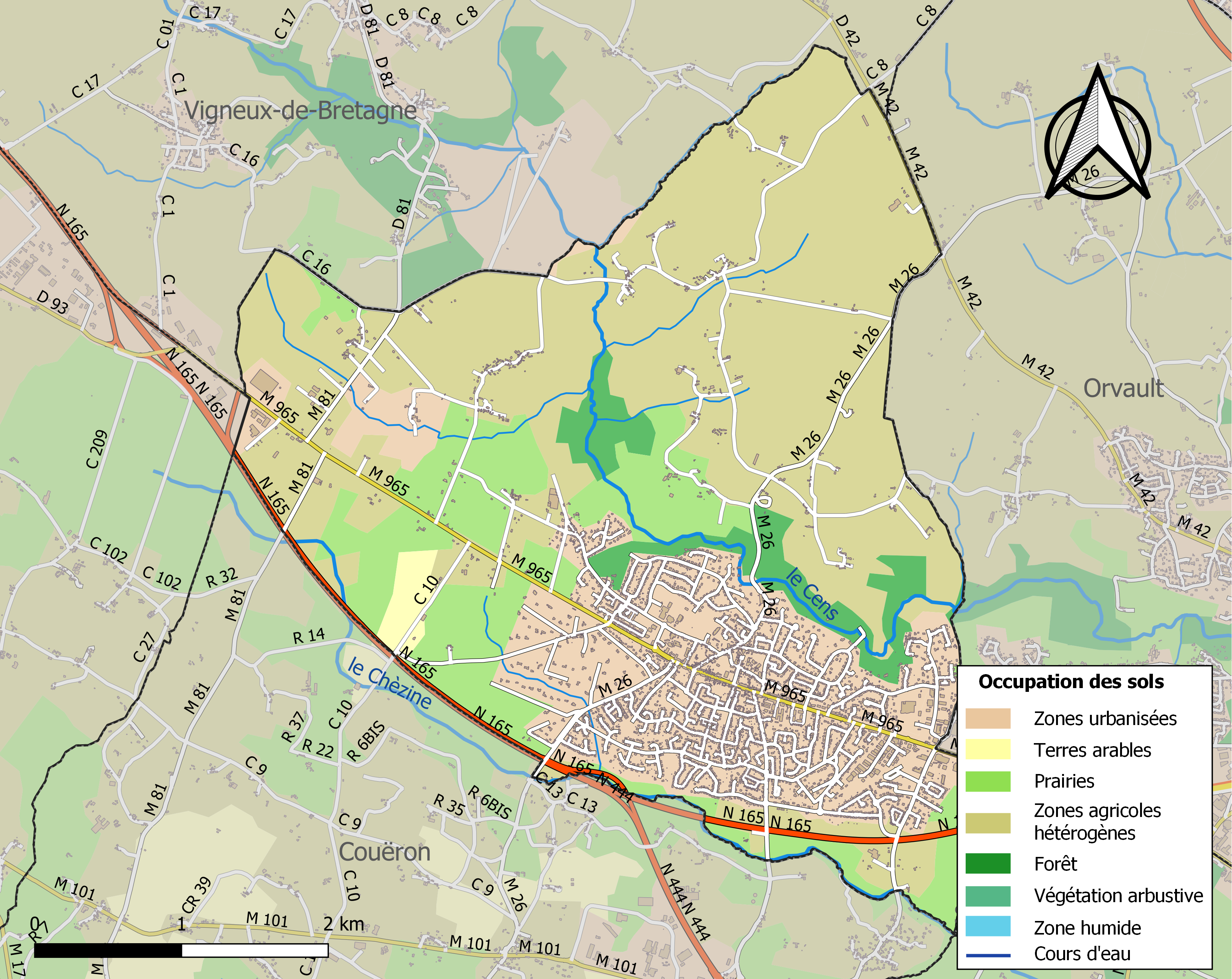
Kaart van de gemeente met de belangrijkste infrastructuur, bodemgebruik en omliggende gemeenten

## Demografie
Onderstaande figuur toont het verloop van het inwonertal (bron: INSEE-tellingen).